# Portersville
Portersville es un borough ubicado en el condado de Butler en el estado estadounidense de Pensilvania. En el año 2000 tenía una población de 268 habitantes y una densidad poblacional de 126 personas por km².

## Geografía
Portersville se encuentra ubicado en las coordenadas 40°55′31″N 80°08′39″O / 40.92528, -80.14417.

## Demografía
Según la Oficina del Censo en 2000 los ingresos medios por hogar en la localidad eran de $37,750 y los ingresos medios por familia eran $40,536. Los hombres tenían unos ingresos medios de $35,625 frente a los $17,500 para las mujeres. La renta per cápita para la localidad era de $17,356. Alrededor del 6.4% de la población estaba por debajo del umbral de pobreza.